# Yaël Mouanga
Yaël Mouanga Boudzoumou (Créteil, 23 luglio 2005) è un calciatore francese, difensore del Montpellier.

## Carriera
È cresciuto nel settore giovanile del Bordeaux e, dopo tre stagioni nella quinta divisione francese con la squadra riserve, ha debuttato in prima squadra il 10 maggio 2024 nell'incontro di Ligue 2 perso 4-2 contro il Concarneau.    Al termine della stagione in seguito al fallimento dei girondini è passato a titolo gratuito al Montpellier. Ha debuttato in Ligue 1 il 27 ottobre 2024 nella partita persa 3-0 contro il Tolosa.

## Statistiche

### Presenze e reti nei club
Statistiche aggiornate al 17 maggio 2025.
| Stagione        | Squadra         | Campionato      | Campionato | Campionato | Coppe nazionali | Coppe nazionali | Coppe nazionali | Coppe continentali | Coppe continentali | Coppe continentali | Altre coppe | Altre coppe | Altre coppe | Totale | Totale | Totale |
| Stagione        | Squadra         | Comp            | Pres       | Reti       | Comp            | Pres            | Reti            | Comp               | Pres               | Reti               | Comp        | Pres        | Reti        | Pres   | Reti   |        |
| --------------- | --------------- | --------------- | ---------- | ---------- | --------------- | --------------- | --------------- | ------------------ | ------------------ | ------------------ | ----------- | ----------- | ----------- | ------ | ------ | ------ |
| 2021-2022       | Bordeaux 2      | N3              | 3          | 0          | -               | -               | -               | -                  | -                  | -                  | -           | -           | -           | 3      | 0      |        |
| 2022-2023       | Bordeaux 2      | N3              | 18         | 0          | -               | -               | -               | -                  | -                  | -                  | -           | -           | -           | 18     | 0      |        |
| 2023-2024       | Bordeaux 2      | N3              | 4          | 0          | -               | -               | -               | -                  | -                  | -                  | -           | -           | -           | 4      | 0      |        |
| 2023-2024       | Bordeaux        | L2              | 1          | 0          | CF              | 0               | 0               | -                  | -                  | -                  | -           | -           | -           | 1      | 0      |        |
| 2024-2025       | Montpellier 2   | N2              | 4          | 0          |                 | -               | -               |                    | -                  | -                  |             | -           | -           | 4      | 0      |        |
| 2024-2025       | Montpellier     | L1              | 14         | 0          | CF              | 0               | 0               |                    | -                  | -                  |             | -           | -           | 14     | 0      |        |
| Totale carriera | Totale carriera | Totale carriera | 44         | 0          |                 | 0               | 0               |                    | -                  | -                  |             | -           | -           | 44     | 0      |        |